# 샤힌 임라노프
샤힌 샐림 오글루 임라노프(아제르바이잔어: Şahin Səlim oğlu İmranov, 1980년 9월 23일~)는 아제르바이잔의 권투 선수, 지도자이다. 2008년 하계 올림픽 남자 복싱 페더급 동메달을 획득했다.